# Semaeopus trophinus
Semaeopus trophinus är en fjärilsart som beskrevs av William Schaus 1912. Semaeopus trophinus ingår i släktet Semaeopus och familjen mätare. Inga underarter finns listade i Catalogue of Life.